# Francesco Cherubini (cardinale)
Francesco Cherubini (Montaldobbo, 1585 – Senigallia, 24 aprile 1656) è stato un cardinale e vescovo cattolico italiano.

## Biografia
Nacque a Montaldobbo nel 1585.
Papa Innocenzo X lo elevò al rango di cardinale nel concistoro del 7 ottobre 1647.
Morì il 24 aprile 1656, all'età di circa 71 anni.

## Genealogia episcopale e successione apostolica
La genealogia episcopale è:
- Cardinale Guillaume d'Estouteville, O.S.B.Clun.
- Papa Sisto IV
- Papa Giulio II
- Cardinale Raffaele Riario
- Papa Leone X
- Papa Paolo III
- Cardinale Francesco Pisani
- Cardinale Alfonso Gesualdo
- Papa Clemente VIII
- Cardinale Pietro Aldobrandini
- Cardinale Laudivio Zacchia
- Cardinale Antonio Barberini, O.F.M.Cap.
- Cardinale Marcantonio Franciotti
- Cardinale Francesco Cherubini